# Bel Ami (порностудия)
Bel Ami (с фр. — «Милый друг») — словацкая гей-порнографическая кинокомпания, основанная осенью 1993 года Ланнинго Яношовым (словац. Lanning Jánošov), известным под псевдонимом Джордж Дюруа. Название киностудии является аллюзией к роману Ги де Мопассана «Bel-Ami», отсюда же псевдоним владельца, так как Жорж Дюруа — главный герой произведения.

## Продукция
Компания выпускает многочисленные порнографические фильмы гей-тематики, где основными персонажами являются парни и молодые мужчины 18—28 лет. Среди актёров, чаще всего участвующих в фильмах компании: Лукас Риджестон, Дано Сулик, Томми Хансен, Йохан Паулик, Павел Новотны. Одной из отличительных черт фильмов Bel Ami являются сцены бейрбэккинга, за что студия неоднократно подвергалась критике.
В дополнение к хардкорным DVD, BelAmi и Bruno Gmünder Verlag также выпускают календари и фотокниги, например, Private Moments: Bel Ami (2009) Говарда Роффмана, а исполнители являются частыми хедлайнерами в ночных клубах и подобных заведениях по всей Европе, США, Австралии, Канаде и другим странам.

## Признание
Студия получила множество наград и номинаций в области развлечений для взрослых. В 2010 году BelAmi была номинирована на XBIZ Award в категории «ЛГБТ-студия года» и получила GayVN Awards в категории «Лучший новичок» для Криса Эванса. Bel Ami Entertainment получила награду за лучший маркетинговый образ компании. BelAmi также получила награды XBIZ в 2013 и 2014 годах за лучший гей-сайт, в 2015 году как лучшая гей-студия, а также награду XBIZ 2016 за лучший гей-сайт для взрослых. Джордж Дюрой, а также известные исполнители Лукас Риджстон и Йохан Паулик были введены в Зал славы GayVN Awards.

## Избранная фильмография
- Frisky Summer 1,2,3 (1995, 1996, 1998)
- An American in Prague (1997)
- The 101 Men series (1998—2002)
- The Personal Trainers series (2001—н. в.)
- Greek Holiday (2004)
- Lukas in Love (2005)
- The Private Life of Brandon Manilow (2008)
- French Kiss (2008)
- Seriously Sexy (2009)
- 5 Americans in Prague (2009)
- Todd and Dolph (2010)
- Skin on Skin (2010)
- Step by Step: The Education of Porn Star: Kris Evans (2010)
- Step by Step: The Education of a Porn Star: Jean-Daniel Chagall (2010)
- Taboo (2010)
- Bel Ami 3D (2011)
- Kinky Angels 1: Kevin Warhol (2011)
- Kris Evans: Up & Close (2011)
- Irresistible (2012)
- Passion (2012)
- An American in Prague in 3D (2013)
- Fucking Kris Series (2014)